# Casa Muley Afid
La Casa Muley Afid és un edifici modernista situat al passeig de la Bonanova, 55, en un extrem del barri de les Tres Torres del districte de Sarrià - Sant Gervasi de Barcelona, catalogat com a bé cultural d'interès local.

## Història
Va ser un encàrrec de Muley Afid, fill de Hassan I i califa de Marràqueix, que el 1908 i, en lluita fratricida pel llegat del seu pare, va arribar a soldà del Marroc. Exiliat a la ciutat després dels canvis produïts per l'ocupació francesa, Muley Afid va residir molt temps al conegut Hotel Orient, epicentre de la Barcelona de l'època. El soldà va decidir deixar l'hotel i construir-se una magnífica torre, encàrrec que va fer a l'arquitecte Josep Puig i Cadafalch, i que fou construïda entre 1911 i 1914.
El soldà hi va viure amb la seva parella fins a l'any 1916, quan es van traslladar a França. Muley Afid es va voler congratular amb la ciutat i, dins de les seves excèntriques accions, va regalar al zoo de Barcelona una elefant anomenada Julia. Durant la Guerra Civil (1936-1939), la casa va funcionar com a orfenat i va entrar després en un període de decadència.
El 2002, fou restaurada pels arquitectes Pere Joan Ravetllat i Carme Ribas i actualment és la seu del Consolat de Mèxic a Barcelona.

## Descripció
Es configura com un edifici aïllat, envoltat d'un jardí i entre dues i tres plantes. Aquesta dissemblança es deu a la complexa volumetria de la construcció, amb terrasses i miradors prominents i amb una torre amb un coronament agut que denomina el conjunt.

### Exterior
L'exterior es caracteritza pel revestiment d'arrebossat blanc que cobreix les parets, el qual contrasta amb el maó vist, aplicat puntualment. El maó s'utilitza especialment a la llinda de les finestres, la cornisa i les baranes de les terrasses. En aquest sentit destaca especialment el treball tècnic i decoratiu de la tribuna localitzada al pis principal de la casa, la qual es flanqueja amb dues columnes de fust torçat. Aquestes columnes, fetes en maó, sostenen una coberta de vessants còncaus i escates vidriades que recorda les cobertes de les pagodes.
A més de la puntual decoració amb maó, a sobre de la superfície emblanquinada de les façanes es localitzen unes sanefes d'esgrafiat que reprodueixen motius vegetals i florals, els quals es repeteixen també a algunes finestres.
Un dels elements més emblemàtics és la torre de planta quadrada que corona la casa i que es cobreix amb un chapitel de gran alçada amb escates de ceràmica vidriada de color verd. Aquest color es repeteix a altres elements, especialment a la fusteria i els seus tancaments.
Disposa d'una entrada de servei amb un petit porxo quadrat de dues vessants. Des d'aquest espai s'accedeix a través d'un camí localitzat al jardí, a la casa pròpiament dita.

### Interior
Hi ha un rebedor i una escala noble de pedra al pati, el qual es troba cobert per una gran lluerna amb vitralls policroms. Pren com referència els patis medievals i barrocs dels grans casals urbans, amb l'escala que arriba al primer pis o planta noble i al que també s'hi obren diverses finestres coronelles. Aquest revival dels models constructius històrics contrasta amb les parets decorades amb esgrafiat i les làmpades d'inspiració floral que es conserven a alguns indrets de la finca.
Actualment la casa conserva alguns dels espais originals, especialment salons de diferent amplada i decoració, entre els quals destaca el conegut com a «Saló del Rellotge». Aquesta sala es configura com un espai amb parets recobertes amb un revestiment de fusta pintada en blanc, amb motllures, daurat i un sostre a sobre d'escòcies.
Tot i que a l'exterior la decoració és molt limitada, a l'interior s'ha de destacar la pintura mural de l'escala i les nombroses escenes costumbristes que decoren alguns espais. Hi ha una sala al pis superior amb un fris amb imatges de nens jugant, gent a la platja, uns joves jugant a futbol, escenes d'equitació, curses de cotxes, motius de cacera, el vol de l'avió, el joc de billar i els escacs. Es tracta d'unes pintures al fresc d'autor desconegut, tot i que s'han atribuït a Opisso, que durant la restauració de l'edifici es varen arrencar i traspassar a plafons. Un cop reinaugurada la casa, els plafons ocupen la ubicació original.

## Galeria d'imatges

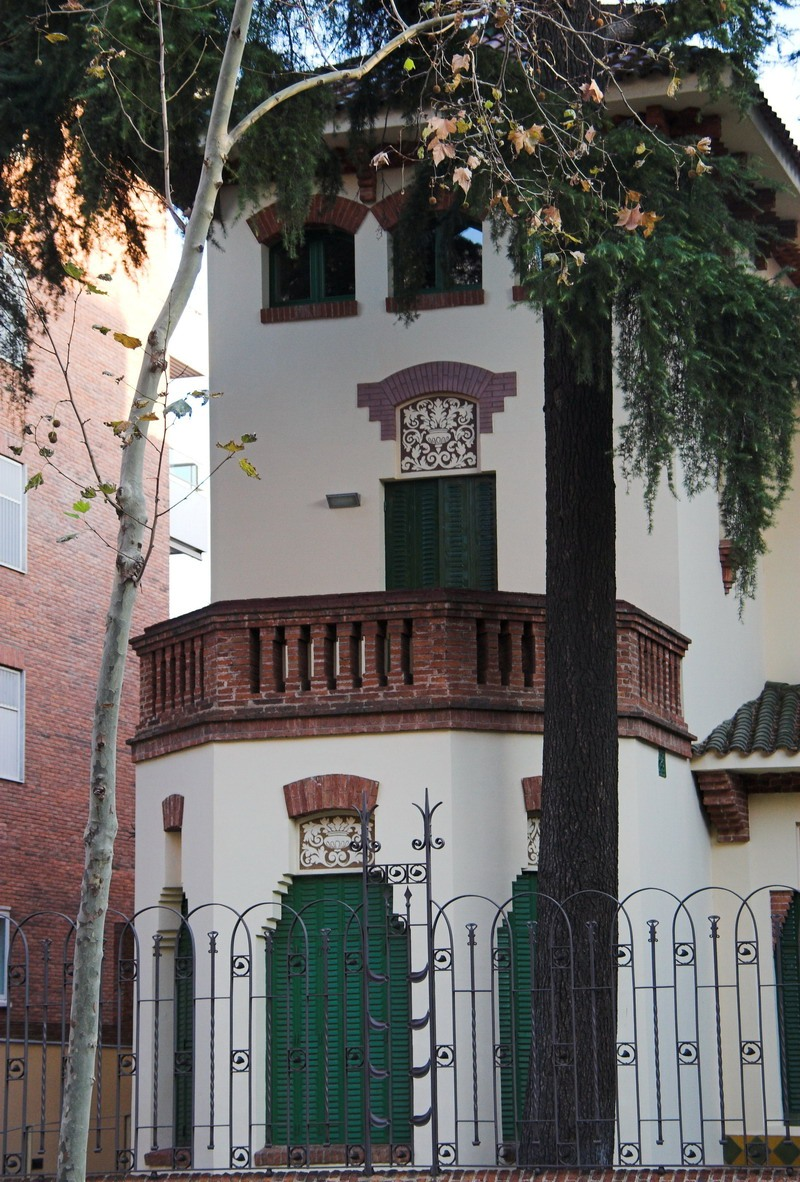
Mirador planta baixa
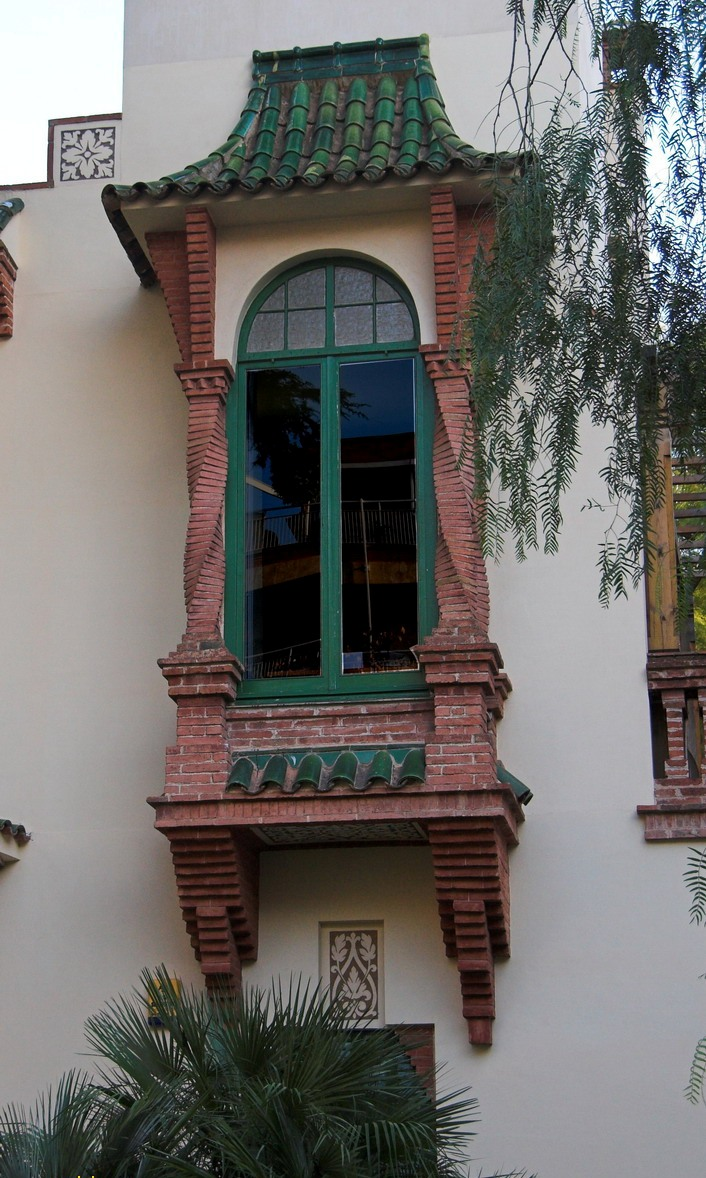
Tribuna amb columnes salomòniques
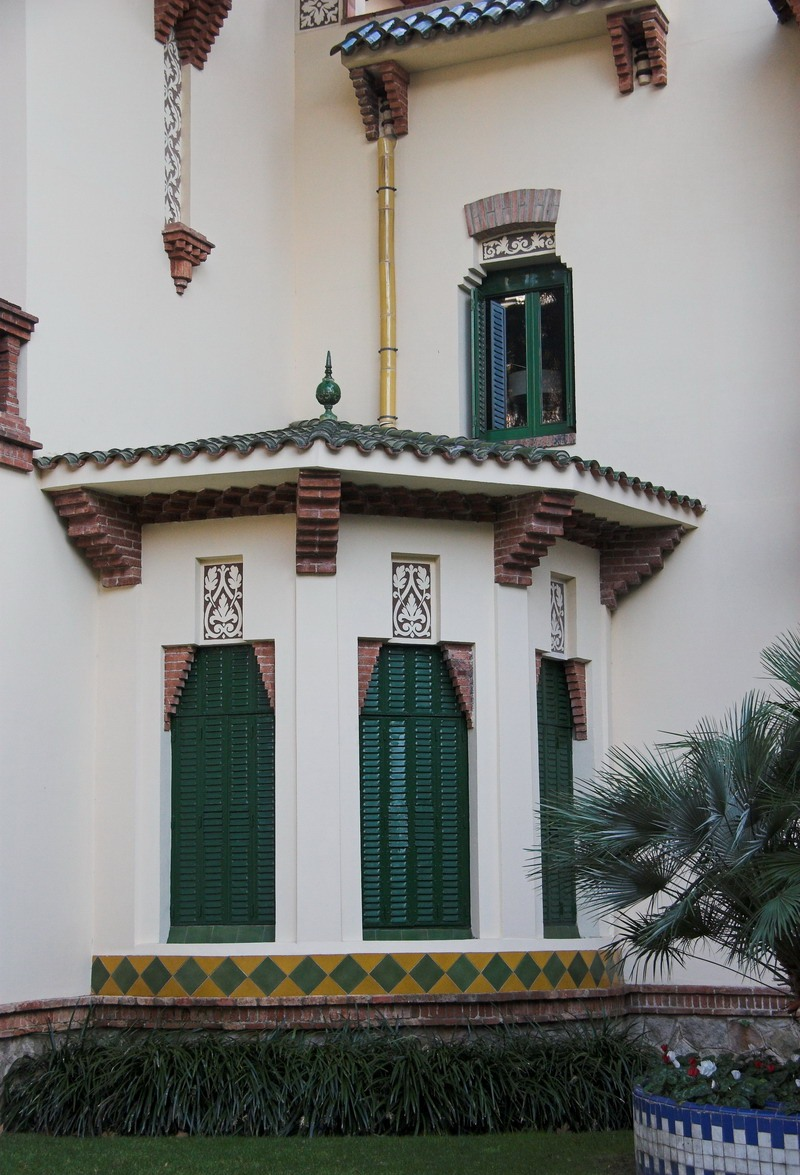
Racó del jardi
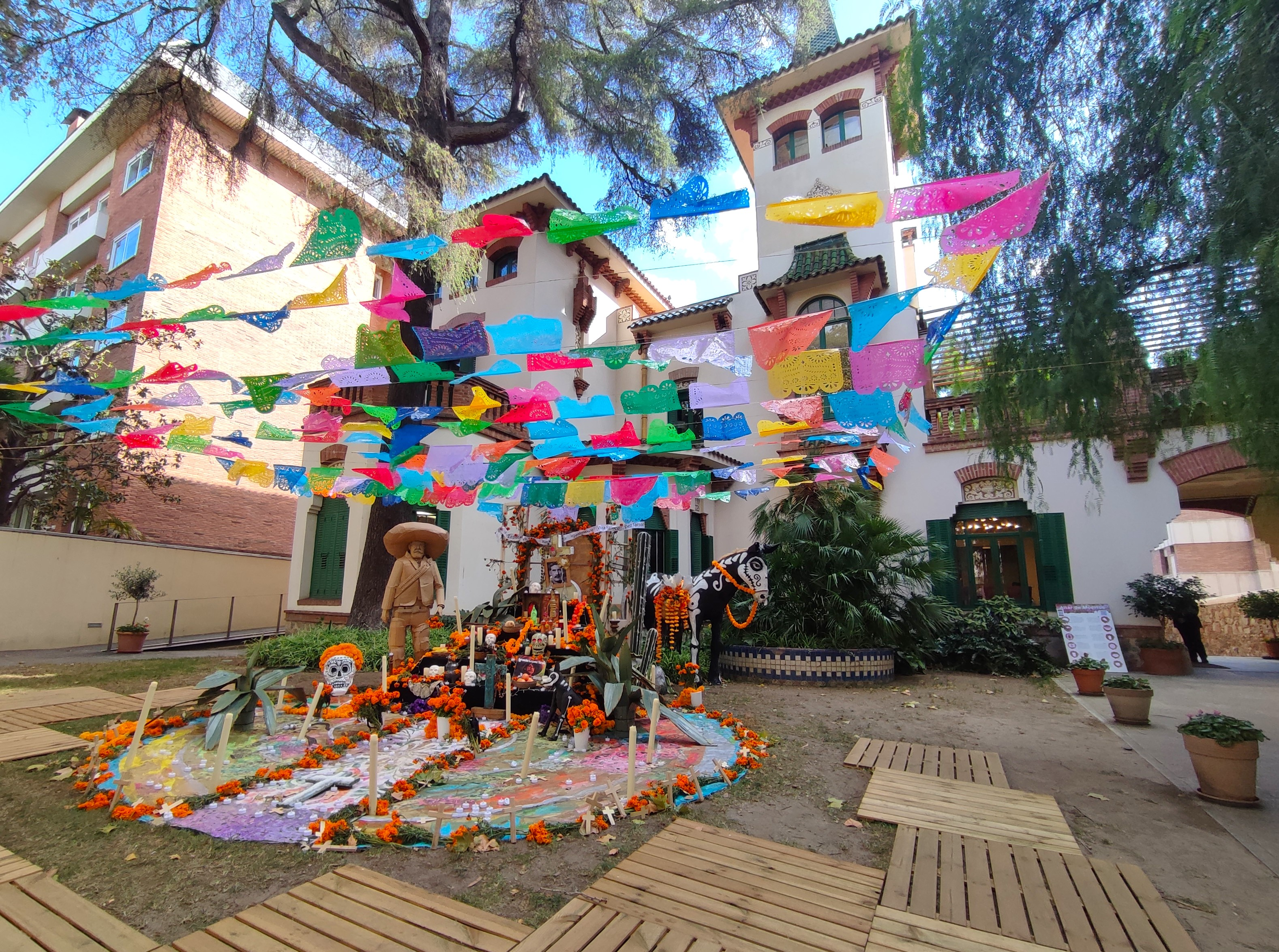
Decoració pel dia de Morts